# Hammer Kirke (Aalborg Kommune)
 For alternative betydninger, se Hammer Kirke. (Se også artikler, som begynder med Hammer Kirke)
Hammer Kirke, Hammer Sogn, Aalborg Kommune, Region Nordjylland. (Indtil kommunesammenlægningen i 1970 Horsens-Hammer Kommune, Kær Herred, Aalborg Amt).
Hammer Kirke ligger på en bakketop et par hundrede meter inde i skoven på nordsiden af Hammer Bakker, tæt på Hammer Depot og ½ km. fra landevejen mellem Grindsted og Sulsted. Kirken er fra begyndelsen af 1100-tallet og opført i kvadersten og munkesten. Tårn og våbenhus er opført senere.
Kirken gennemgik en lettere restaurering i begyndelsen af 1970'erne med bl.a. nyt alter og vindue isat korets østmur. Den hidtidige altertavle, malet af Lucie Mandix, gift med salmedigteren B. S. Ingemann, er ophængt som maleri i kirken.

## Billedgalleri
- Kirken set fra nordøst
- Kirken set fra sydøst
- Hammer Kirkes sydside
- Et markent gravsted på kirkegården
- Hammer Kirkes lapidarium

## Andet
Tæt på Hammer Kirke ligger Hammergård. Denne var oprindeligt præstebolig for præsten i Hammer Sogn.
200 m. sydvest for kirken lå Helene-kilden, der i dag er udtørret. Der er rejst en mindesten på stedet.
Foruden Hammer Kirke var der i Hammer Sogn tillige Vodskov Kirke. Denne er i dag sognekirke i Vodskov Sogn, som i maj 1985 blev skilt ud fra Hammer Sogn.

## Eksterne kilder og henvisninger
- Wikimedia Commons har flere filer relateret til Hammer Kirke (Aalborg Kommune)
- Byggeår for kirker Arkiveret 14. august 2009 hos  Wayback Machine
- Hammer Kirke hos KortTilKirken.dk
- Nordjyske Stiftstidende-artikel om kirken (Webside ikke længere tilgængelig)